# Trần Dịch (diễn viên)
Trần Dịch (sinh ngày 16 tháng 10 năm 1986) là nam diễn viên, ca sĩ người Đài Loan.

## Thời thơ ấu
Trần Dịch 3 tuổi đã được các nhà tìm kiếm ngôi sao phát hiện, chụp hàng trăm quảng cáo, trở thành ngôi sao quảng cáo nhí.
Năm 2000, Trần Dịch 14 tuổi sang Canada du học.
Năm 2002, ở tuổi 16, ký hợp đồng với công ty quản lý Hồng Quất Tử, quay trở lại con đường nghệ thuật.

## Con đường nghệ thuật
Năm 2004, đóng bộ phim truyền hình đầu tay "Ở bên trái, ở bên phải". Ngày 5 tháng 12 cùng năm, xuất bản cuốn sách đầu tay, trong đó lần đầu tiên kể về cuộc sống của anh.
Năm 2006, thành lập ban nhạc Tinh Linh, Trần Dịch giữ vai trò ca sĩ hát chính. Ngày 12 tháng 6, phát hành album "Tinh Linh". Cùng năm đó, anh đóng chính trong phim truyền hình "Con trai tôi là đại ca". Tháng 7, xuất bản cuốn sách thứ hai.
Ngày 8 tháng 01 năm 2007, xuất bản cuốn sách "Chế Tạo Hoa Mỹ Nam". Cùng năm đó, tham gia phim truyền hình "Ác nữ A Sở" cùng Tăng Chi Kiều, đồng thời góp giọng trong ca khúc chủ đề của phim là "Thanh mai trúc mã" và ca khúc cuối phim mang tên "Cần tình yêu". Sau đó anh tiếp tục cùng Tăng Chi Kiều tham gia phim truyền hình "Tình yêu hai tốt ba xấu". Ngày 10 tháng 8, phát hành album "Dịch Tưởng Thiên Khai".
Năm 2009, cùng với Thẩm Kiến Hoành lập thành nhóm nhạc AK.
Tháng 4 năm 2010, tham gia phim truyền hình "Thiếu Nữ Tử Thần", với vai diễn chàng thiếu niên đầy nhiệt huyết Tiểu Đao. Tháng 5, AK phát hành album "WOW!!".
Tháng 5 năm 2011, Trần Dịch và Thẩm Kiến Hoành đóng chính trong phim điện ảnh "Thành phố trên không" và hát ca khúc chủ đề "Hãy nói rằng em cũng yêu anh". Tuy nhiên, bộ phim đến nay vẫn chưa có cơ hội ra mắt khán giả. Tháng 7, phát hành EP "Lý Tiểu Long". Tháng 10 cùng năm, tham gia phim truyền hình "Đường Triều Lãng Mạn Anh Hùng", vai phúc hắc công tử Ca Thư Minh Lãng.
Tháng 3 năm 2012, tham gia phim truyền hình "Lạt Ma Tiếu Ba" do Hồ Hạnh Nhi, Vu Ba đóng chính. Tháng 6, đóng phim truyền hình "Bảy Người Bạn", vai công tử nhà giàu tự phụ Trịnh Á Bách.
Ngày 16 tháng 4 năm 2013, phát hành album "Gentleman". Tháng 8, AK tuyên bố giải thể . Hai thành viên chuyển hướng trọng tâm sang lĩnh vực phim ảnh. Tháng 9 cùng năm, Trần Dịch đảm nhiệm vai Lan Lăng Vương Cao Trường Cung, một trong tứ đại mỹ nam Trung Hoa cổ đại, trong phim truyền hình "Lan Lăng Vương Phi" của đạo diễn Diệp Chiêu Nghi.
Tháng 6 năm 2014, Trần Dịch tiếp tục tham gia phim truyền hình "Thông thiên Địch Nhân Kiệt", phim tiếp theo do Diệp Chiêu Nghi đạo diễn, trong vai Đại lý tự thiếu khanh Tưởng Hạo Thần. Ngày 28 tháng 10, đóng phim truyền hình "Truyền thuyết sáp thế kỷ", vai vương tử Độ Thiên Nhai.
Ngày 27 tháng 5 năm 2015, tham gia phim truyền hình "Ngày tôi mất bạn". Đây là một năm bận rộn của Trần Dịch, với hàng loạt hoạt động tuyên truyền cho hai bộ phim "Truyền thuyết sáp thế kỷ" và "Ngày tôi mất bạn". Ngày 15 tháng 10, đóng phim cổ trang "Đại tiên nha môn".
Tháng 3 năm 2016, góp mặt trong phim truyền hình "Hạ mộng cuồng thi khúc" do Trương Hàn đảm nhiệm vai nam chính. Ngày 08 tháng 9, giải Kim Chung lần thứ 51 (giải thưởng danh giá nhất trong lĩnh vực truyền hình của Đài Loan) công bố các đề cử. Trần Dịch được đề cử ở hạng mục nam diễn viên phụ xuất sắc nhất với vai chàng thanh niên nhiệt huyết, đam mê âm nhạc Mạnh Trạch Thanh trong phim "Ngày tôi mất bạn" . Ngày 13 tháng 11, phim "Lan Lăng Vương Phi" bắt đầu ra mắt khán giả trên trang mạng MangoTV của Hồ Nam TV sau ba năm bị trì hoãn. Trần Dịch bước đầu được khán giả đại lục biết đến. Tạo hình Lan Lăng Vương của anh được đánh giá là khá sát với lịch sử miêu tả. Trong thời gian này anh cũng tham gia phim truyền hình "Mỹ Nam Khác biệt 2" do MangoTV sản xuất. Tháng 7/2017, Trần Dịch trở lại với vai nam chính trong phim truyền hình thần tượng Đài Loan "Thình Thịch Thình Thịch Anh Yêu Em" (tên tiếng Anh "Memory Love").
Ngày 5/5/2018, phim điện ảnh thể loại tiên hiệp cổ trang "Thục Sơn Chi Bạch Mi Chân Nhân Truyện" khai máy tại Hoành Điếm. Trần Dịch đảm nhận vai nam chính. Ngày 21/7/2018, anh tiếp tục sắm vai chính trong phần 2 - "Thục Sơn Chi Tử Thanh Song Kiếm".
Tiếp tục thử thách nhiều dạng vai khác nhau, trong tháng 11 và tháng 12 năm 2018, Trần Dịch liên tiếp đảm nhận vai nam chính trong các bộ phim điện ảnh "Đấu Chiến Thắng Phật Chi Quyết Chiến Lục Nhĩ Mỹ Hầu" và "Phương Thế Ngọc Chi Nhân Ngư Tiềm Hành".
Bước sang năm 2019, Trần Dịch tiếp tục theo dòng phim cổ trang, mở đầu bằng phim điện ảnh "Thất Kiếm Hạ Thiên Sơn Chi Thất Tình Hoa", nằm trong hệ liệt "Thất Kiếm".
Có thể nói Trần Dịch không gặp thuận lợi trong nghiệp diễn. Từ khi vào nghề, hầu hết các vai diễn của anh đều là vai thứ chính hoặc vai phụ, nhiều bộ phim anh đóng thường bị chậm công chiếu hoặc không có cơ hội ra mắt công chúng. Tuy xuất thân là ca sĩ và không qua bất kỳ trường lớp đào tạo diễn xuất nào nhưng Trần Dịch có khả năng nhập vai đa dạng, không đóng khung trong một dạng vai nào. Ngoài ra, anh được nhận xét là có ngoại hình đặc biệt phù hợp với dòng phim cổ trang. Người hâm mộ vẫn chờ đợi ở Trần Dịch một vai diễn đột phá giúp anh đến gần với khán giả hơn.

## Phim ảnh

#### Phim truyền hình
| Năm  | Tựa đề                             | Tựa đề gốc      | Vai diễn                       | Bạn diễn                                               |
| ---- | ---------------------------------- | --------------- | ------------------------------ | ------------------------------------------------------ |
| 2004 | Ở bên trái, ở bên phải             | 住左边住右边    | Trần Tiểu Dịch                 |                                                        |
| 2006 | Con trai tôi là đại ca             | 我的儿子是老大  | Hứa Tiểu Minh                  |                                                        |
| 2007 | Ác nữ A Sở                         | 恶女阿楚        | Quế Hạo Nhiên                  | Tăng Chi Kiều, Vương Thiệu Vỹ                          |
| 2007 | Tình yêu hai tốt ba xấu            | 爱情两好三坏    | A Khắc                         | Tăng Chi Kiều,                                         |
| 2010 | Thiếu nữ tử thần                   | 死神少女        | Tiểu Đao                       | Viêm Á Luân, Thẩm Kiến Hoành                           |
| 2011 | Đường triều lãng mạn anh hùng      | 唐朝浪漫英雄    | Ca Thư Minh Lãng               | Châu Tú Na, Phương Lực Thân, Thẩm Kiến Hoành           |
| 2012 | Lạt ma tiếu ba                     | 辣妈俏爸        | Hoàng Tước                     | Hồ Hạnh Nhi, Vu Ba, Mã Thiên Vũ                        |
| 2012 | Bảy người bạn                      | 七个朋友        | Trịnh Á Bách                   | Phó Tân Bác, Nhậm Dung Huyên, Thẩm Kiến Hoành          |
| 2012 | Khi chúng ta ở bên nhau            | 当我们同在一起  | Vương Thiếu Quân               |                                                        |
| 2013 | Lan Lăng Vương Phi                 | 兰陵王妃        | Lan Lăng Vương/Cao Trường Cung | Trương Hàm Vận, Bành Quán Anh, Thẩm Kiến Hoành         |
| 2014 | Thông thiên Địch Nhân Kiệt         | 通天狄仁杰      | Tưởng Hạo Thần                 | Nhậm Gia Luân, Hám Thanh Tử, Tiêu Tuấn Diễm            |
| 2014 | Truyền thuyết sáp thế kỷ           | 涩世纪传说      | Độ Thiên Nhai                  | Huỳnh Nhân Đức, Thẩm Kiến Hoành                        |
| 2015 | Ngày tôi mất bạn                   | 失去你的那一天  | Mạnh Trạch Thanh               | Vương Truyền Nhất, Lý Thiên Na                         |
| 2015 | Đại tiên nha môn                   | 大仙衙门        | Tiễn Phong Hoa                 | Vương Truyền Quân, Ngô Thiến, Trương Hiểu Thần         |
| 2016 | Hạ Mộng Cuồng Thi Khúc             | 夏梦狂诗曲      | Hạ Thừa Dật                    | Trương Hàn, Go Joon-hee, Chu Nhất Long                 |
| 2016 | Mỹ nam khác biệt 2                 | 不一样的美男子2 | Lâm Khê Nguyên                 | Trương Vân Long, Hám Thanh Tử                          |
| 2017 | Thình thịch thình thịch anh yêu em | 噗通噗通我爱你  | Hình Thiếu Thiên               | Ngụy Man, Giản Hoành Lâm, Đào Man Man, Thẩm Kiến Hoành |

### Phim điện ảnh
| Năm  | Tựa đề                                              | Tựa đề gốc             | Vai diễn        |
| ---- | --------------------------------------------------- | ---------------------- | --------------- |
| 2009 | Cưỡi sóng                                           | 搏浪                   | Hà Hạo Đình     |
| 2011 | Thành phố trên không                                | 天空之城               | An Vũ Dạ        |
| 2018 | Thục Sơn chi bạch mi chân nhân truyện               | 蜀山之白眉真人传       | Bạch Trạch      |
| 2018 | Thục Sơn chi Tử Thanh song kiếm                     | 蜀山之紫青双剑         | Nghiêm Nhân Anh |
| 2018 | Đấu Chiến Thắng Phật Chi Quyết Chiến Lục Nhĩ Mỹ Hầu | 斗战胜佛之决战六耳猕猴 | Tôn Ngộ Không   |
| 2018 | Phương Thế Ngọc Chi Nhân Ngư Tiềm Hành              | 方世玉之人鱼潜行       | Phương Thế Ngọc |
| 2019 | Thất Kiếm Hạ Thiên Sơn Chi Thất Tình Hoa            | 七剑下天山之七情花     | Quế Trọng Minh  |

## Âm nhạc
Các album nhạc đã phát hành
2006 - Tinh Linh
2007 - Dịch Tưởng Thiên Khai
2010 - WOW
2011 - Lý Tiểu Long
2013 - Gentleman